# 古交遗址
古交遗址，位于山西省太原市古交市古交镇后梁村，是中华人民共和国全国重点文物保护单位之一。
1986年8月18日，公布为山西省文物保护单位，2013年5月公布为全国重点文物保护单位，是一座古遗址。遗址分为王家沟和后梁两个遗址点，为汾河流经区域，在其河流堆积的阶地上，目前已发现有旧石器时代早、中、晚三期文化遗存多处。